# ミケヘビ
ミケヘビ（三毛蛇、学名：Spalerosophis atriceps）は、ナミヘビ科アザムキヘビ属に分類されるヘビ。別名ロイヤルディアデマスネーク。

## 分布
インド、パキスタン

## 形態
全長120-150cm。成体は毛ではないものの赤、黄、黒の3色の斑紋が入る個体がいることが和名の由来。
幼体は黄褐色に褐色の斑紋が規則的に入るが、この斑紋は成長に伴い消失する。
アザムキヘビ属のディアデマヘビの亜種とする説もある。

## 生態
食性は動物食で、鳥類、小型哺乳類等を食べる。
繁殖形態は卵生。

## 人間との関係
ペットとして飼育されることもあり、日本にも輸入されている。流通量は多くはないが、主に欧米からの飼育下繁殖個体が流通する。丈夫でマウスにも餌付きやすいが、性質の荒い面がある。